# Salon-de-Provence
Salon-de-Provence (occitană Selon de Provença) este un oraș în Franța, în departamentul Bouches-du-Rhône, în regiunea Provence-Alpi-Coasta de Azur. 

## Educație
- École de l'Air